# 10794 Vänge
(10794) Vänge, denumire internațională (10794) Vange, este un asteroid din centura principală de asteroizi.

## Descriere
10794 Vänge este un asteroid din centura principală de asteroizi. A fost descoperit pe 29 februarie 1992 la Observatorul La Silla în cadrul programului UESAC. Asteroidul prezintă o orbită caracterizată de o semiaxă mare de 3,21 ua, o excentricitate de 0,22 și o înclinație de 1,9° în raport cu ecliptica.